# Lily Santiago
Lily Santiago, född den 2 april 1996 i New York, är en amerikansk skådespelare.
Lily Santiago har medverkat i TV-serien La Brea där hon spelade Veronica Castillo, en av seriens huvudkaraktärer och i Untamed där hon spelade Naya Vasquez.

## Filmografi (i urval)
- 2021–2024 – La Brea (TV-serie)
- 2023 – Vineyards (TV-serie)
- 2025 – Untamed (TV-serie)